# Giovanni Invernizzi (aviron)
Pour les articles homonymes, voir Giovanni Invernizzi.
Giovanni Invernizzi, né le 17 juin 1926 à Mandello del Lario et mort le 16 octobre 1986, est un rameur d'aviron italien.

## Carrière
Giovanni Invernizzi a participé aux Jeux olympiques de 1948 à Londres. Il a remporté la médaille d'or en quatre sans barreur, avec Giuseppe Moioli, Elio Morille et Francesco Faggi

## Source de la traduction
- (en) Cet article est partiellement ou en totalité issu de l’article de Wikipédia en anglais intitulé « Giovanni Invernizzi (rower) » (voir la liste des auteurs).